# 소릉 (고려 원종)
소릉(韶陵)은 개성시 룡흥동에 위치한 고려 제24대 원종의 능이다.